# Karel Rys
Karel Rys (23. září 1930 – 5. října 1991) byl v roce 1990 předseda MěNV Kladno. Po roce 1968 politicky pronásledován, řidič Komunálních služeb v Kladně, člen klubu Obroda a zakládající člen Občanského fóra.

## Sourozenci
Bratr Miroslav Rys hrál na nejvyšší úrovni hokej i fotbal, bratr Lubomír Rys hrál ligový hokej za Kladno a Košice.